# Rajd Bułgarii 2005
Rajd Bułgarii 2005 (36. Rally Bulgaria) – 36. edycja rajdu samochodowego Rajd Bułgarii rozgrywanego w Bułgarii. Rozgrywany był od 8 do 10 lipca 2005 roku. Była to czwarta runda Rajdowych Mistrzostw Europy w roku 2005 oraz czwarta runda Rajdowych Mistrzostw Bułgarii. Składał się z 13 odcinków specjalnych.

## Klasyfikacja rajdu
| Miejsce                      | Kierowca                     | Pilot                        | Samochód                     | Czas                         | Strata                       |                              |
| Klasyfikacja generalna i ERC | Klasyfikacja generalna i ERC | Klasyfikacja generalna i ERC | Klasyfikacja generalna i ERC | Klasyfikacja generalna i ERC | Klasyfikacja generalna i ERC | Klasyfikacja generalna i ERC |
| ---------------------------- | ---------------------------- | ---------------------------- | ---------------------------- | ---------------------------- | ---------------------------- | ---------------------------- |
| 1.                           | Giandomenico Basso           | Mitia Dotta                  | Fiat Punto S1600             | 2:49:12.6                    | 0.0                          |                              |
| 2.                           | Simon Jean-Joseph            | Jack Boyere                  | Renault Clio S1600           | 2:49:32.5                    | +19.9                        |                              |
| 3.                           | Dimityr Iliew                | Yanaki Yanakiev              | Mitsubishi Lancer Evo VII    | 2:53:38.9                    | +4:26.3                      |                              |
| 4.                           | Georgi Geradzhiev jr.        | Nikola Popov                 | Mitsubishi Lancer Evo VII    | 2:53:46.8                    | +4:34.2                      |                              |
| 5.                           | Leszek Kuzaj                 | Maciej Szczepaniak           | Subaru Impreza STi N10       | 2:55:16.4                    | +6:03.8                      |                              |
| 6.                           | Marco Cavigioli              | Francesco Grossini           | Subaru Impreza STi N10       | 2:57:49.4                    | +8:36.8                      |                              |
| 7.                           | Georgi Yanakiev              | Marin Kostadinov             | Citroën Saxo S1600           | 2:59:40.3                    | +10:27.7                     |                              |
| 8.                           | Jasen Popov                  | Dilian Popov                 | Mitsubishi Lancer Evo VIII   | 3:00:04.2                    | +10:51.6                     |                              |
| 9.                           | Dancho Danchev               | Zlatan Iliev                 | Mitsubishi Lancer Evo VI     | 3:01:30.6                    | +12:18.0                     |                              |
| 10.                          | Georgi Vasilev               | Stefan Dobrev                | Mitsubishi Lancer Evo VI     | 3:03:50.3                    | +14:37.7                     |                              |